# Japanische Holzschnitt-Formate
Japanische Holzschnitt-Formate (japanisch 浮世絵のサイズ・判型, Ukiyo-e no saizu/hankei) sind unterschiedliche Papiergrößen, die für Japanische Farbholzschnitte verwendet wurden. Die traditionellen  Formate ergeben sich aus der Teilung des handgeschöpften japanischen Papiers namens „Ōbōsho“ (大奉書). Obwohl es keine exakte Standardgröße für ein Ōbōsho-Blatt gab, da Papiermacher unterschiedliche Rezepturen und Siebformen verwendeten, betrugen die ungefähren Maße etwa 53 cm × 39 cm.

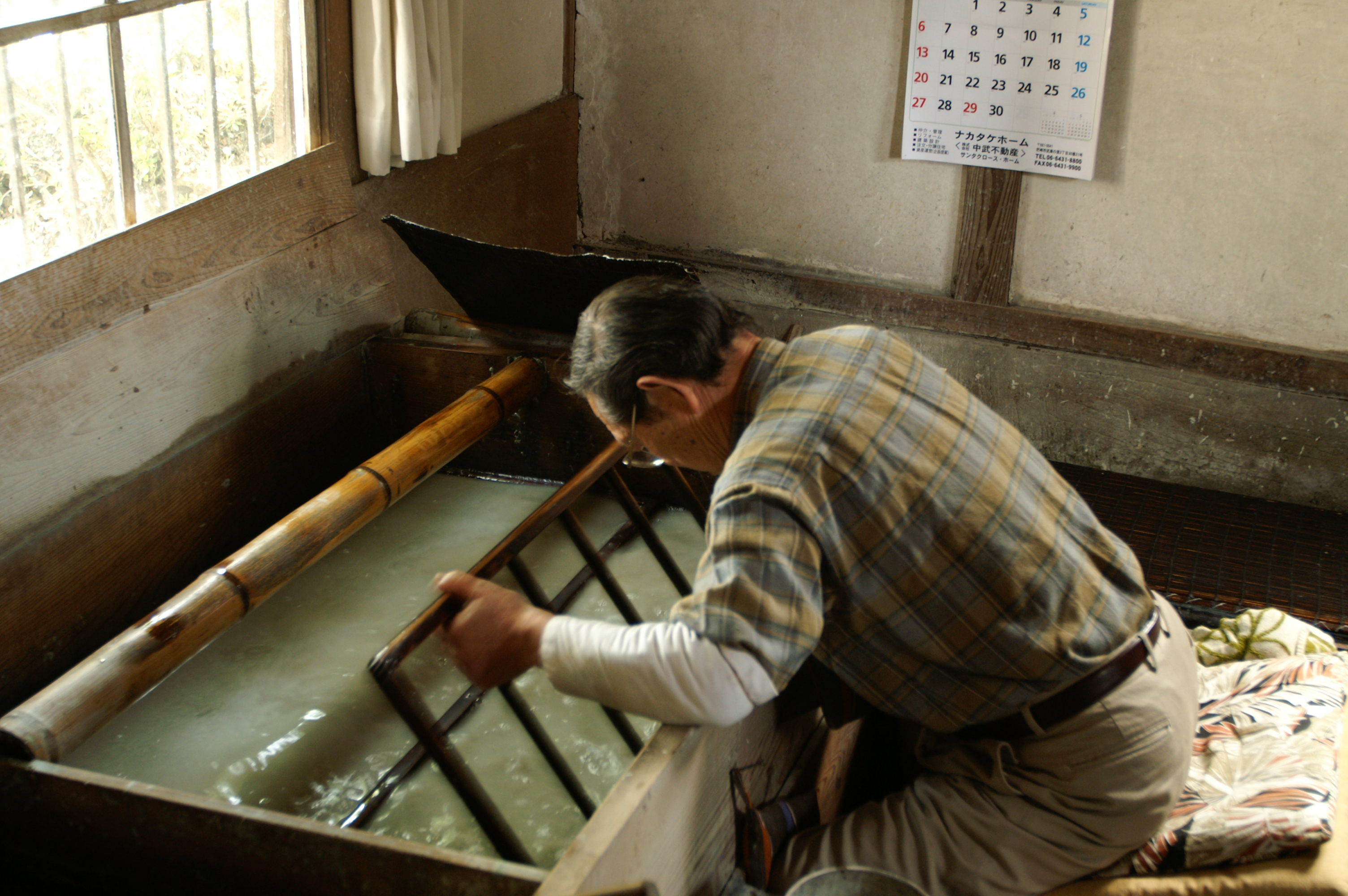
Schöpfen von japanischem Papier, Nishinomiya, Präfektur Hyōgo, April 2008

Die verschiedenen Druckformate wurden aus einem Ōbōsho-Blatt durch Zuschneiden gewonnen. Das am häufigsten verwendete Format war das Ōban-Format, das der Hälfte eines Ōbōsho-Blattes entspricht.

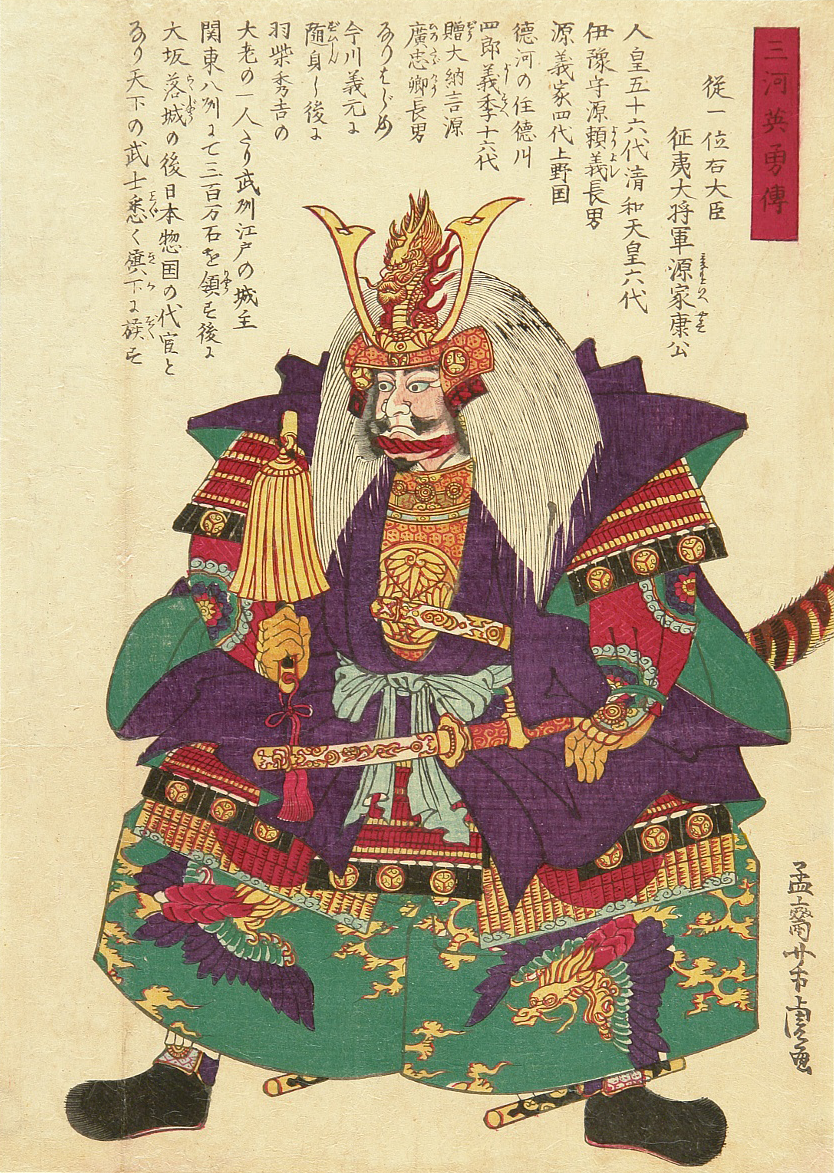
Utagawa Yoshitora, Heldengeschichten aus Mikawa – „Seine Exzellenz, der Udaijin [Rechte Minister im ersten Rang], Großfeldherr zur Befriedung der Barbaren [Seii Taishōgun], Herr Minamoto no Ieyasu“ [formeller Titel von Tokugawa Ieyasu], Ōban, tate-e, 1873

Die Ausrichtung der Drucke wird durch die Begriffe tate-e („vertikales Bild“) und yoko-e („horizontales Bild“) bezeichnet.

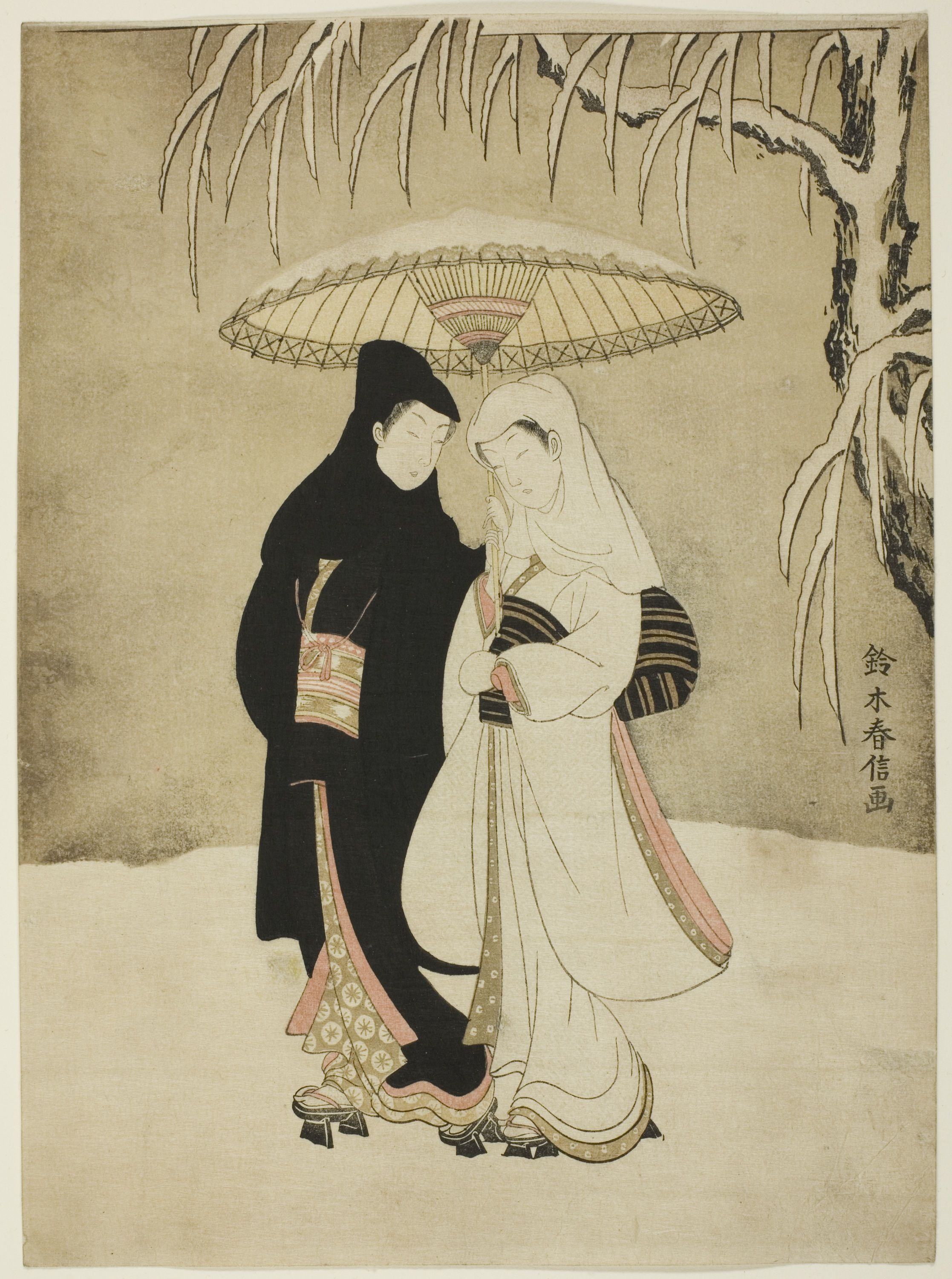
Suzuki Harunobu, Ein Paar unter einem Schirm im Schnee, Chūban, tate-e, circa 1767

## Druckformate im Überblick
| Druckformat                  | Größe (cm)   | Größe (Zoll) | Hinweise                                              |
| ---------------------------- | ------------ | ------------ | ----------------------------------------------------- |
| Ōban (大判)                  | 26,5 × 39    | 10,7 × 15,6  | Hälfte eines Ōbōsho-Blattes                           |
| Chūban (中判)                | 19,5 × 26,5  | 7,5 × 10,7   | Hälfte eines Ōban-Blattes                             |
| Yotsugiri-ban (四つ切判)     | 19,5 × 13,25 | 7,5 × 5,8    | Hälfte eines Chūban-Blattes                           |
| Chūtanzaku-ban (中短冊判)    | 39 × 13,25   | 15,6 × 5,8   | Schmales Format, ähnlich Hosoban                      |
| Ōtanzaku-ban (大短冊判)      | 39 × 17,6    | 15,6 × 6,7   | Ein Drittel eines Ōbōsho-Blattes                      |
| Kokonotsugiri-ban (九ツ切判) | 13 × 17,6    | 5,1 × 6,7    | Ein Neuntel eines Ōbōsho-Blattes                      |
| Shikishi-ban (色紙判)        | 19,5 × 17,6  | 7,5 × 6,7    | Quadratisches Format, auch als Kakuban (角判) bekannt |
| Diptychon (二枚続き)         | –            | –            | Zwei Ōban-Drucke nebeneinander platziert              |
| Triptychon (三枚続き)        | –            | –            | Drei Ōban-Drucke nebeneinander platziert              |
| Pentaptychon (五枚続き)      | –            | –            | Fünf Ōban-Drucke nebeneinander platziert              |

## Ōban-Format in der Praxis
Das Ōban-Format (ca. 26,5 cm × 39 cm) war das am weitesten verbreitete Format für japanische Farbholzschnitte. Es entstand durch vertikales Zerschneiden eines Ōbōsho-Blattes und wurde sowohl in vertikaler (tate-e) als auch in horizontaler (yoko-e) Ausrichtung verwendet.